# Ящерица Щербака
Ящерица Щербака (лат. Darevskia szczerbaki) — вид скальных ящериц, обитающий на Черноморском побережье Краснодарского края. Назван в честь советского и украинского герпетолога Н. Н. Щербака.

## Внешний вид
Ящерица Щербака хорошо отличается от других скальных ящериц окраской и рисунком тела. Так, верхняя сторона у самцов и самок окрашена в тёмно-песочные, синевато-, оливково- или пепельно-серые тона. При этом летом самцы становятся зелёными. Рисунок выражен слабо. Брюхо самок окрашено в палевое или нежно-розовое. У самцов в брачный период оно приобретает бледно-малиновый оттенок, а в остальное время остаётся палевым. Кроме того, в брачный период у самцов становятся оранжевыми бедренные поры, основание хвоста и анальная область. По мнению И. С. Даревского малиновая окраска брюха обусловлена поеданием морских бокоплавов рода Orhestia.

## Распространение
Обитает на узкой полосе Черноморского побережья Краснодарского края, являясь его узколокальным эндемиком. Найден в 13 локалитетах на приморских обрывах между Анапской бухтой и мысом Кадош.

## Образ жизни
Населяет клифы, реже проникая в ущелья небольших ручьёв. Селятся около бьющих из скал родничков. Активна с апреля по октябрь—ноябрь. В отличие от ящериц Браунера и Линдхольма, ящерица Щербака не способна к синантропизации.
На ящерицу Щербака могут охотиться обыкновенная пустельга и оливковый полоз.
Яйцекладущий вид.

## Природоохранный статус
В связи с крайней стенотопностью ареал вида ограничен площадью менее 500 км². Между тем, в ряде мест обитания отмечается его исчезновение в связи с изменением климата на более засушливый, а также высокой антропогенной нагрузкой. В связи с этим ящерица Щербака внесена в Красную книгу России как находящийся под угрозой исчезновения вид (категория 1).